# Rollandia
Rollandia – rodzaj ptaków z rodziny perkozów (Podicipedidae).

## Zasięg występowania
Rodzaj obejmuje gatunki występujące w Ameryce Południowej.

## Morfologia
Długość ciała 24–45 cm.

## Systematyka

### Etymologia
- Rollandia: epitet gatunkowy Podiceps rolland Gaimard, 1824; Thomas Pierre Rolland (1776–1847), służył w marynarce francuskiej na korwecie „L’Uranie”, która okrążyła cały świat w latach 1817–1820, oraz na fluicie „La Coquille”, która również okrążyła świat w latach 1822–1825[6].
- Centropelma: gr. κεντρον kentron „kolec, cierń”; πελμα pelma, πελματος pelmatos „podeszwa stopy”[7]. Gatunek typowy: Podiceps micropterus Gould, 1868.

### Podział systematyczny
Do rodzaju należą następujące gatunki:
- Rollandia rolland (Gaimard, 1823) – perkoz białoczuby
- Rollandia microptera (Gould, 1868) – perkoz krótkoskrzydły